# Zachowania wyborcze
Zachowania wyborcze – pojęcie odnoszące się do relacji zachodzących pomiędzy elektoratem a partiami politycznymi, wyrażonych w akcie głosowania. Służą one uzyskaniu wiedzy o elektoracie oraz jego ewolucji, która pomaga partiom w przyjęciu optymalnej strategii zarówno na poziomie wyborczym, jak i parlamentarnym. Zachowania wyborcze można badać na poziomie: 
- indywidualnym: żeby uzyskać wiedzę o motywach, jakimi kierował się wyborca w akcie głosowania.
- zagregowanym: aby zbadać więzi społeczne na poziomie wyborczym. Ogólnie wyróżnia się trzy typy zachowań wyborczych na poziomie zagregowanym:

1. Stabilna lojalność wyborcza – wyborca regularnie głosuje na tę samą partię polityczną, przez co potwierdza silne przywiązanie do danego ugrupowania.
2. Zmiana lojalności politycznej – wyborcy przestają głosować na partię, z którą identyfikowali się przez pewien czas i zaczynają przenosić swoje preferencje na inne ugrupowania polityczne. 
Wyróżniamy dwa rodzaje zmian lojalności wyborczej:
- - krytyczne - występują rzadko
  - stopniowe - są znacznie częściej spotykane. Ten typ zmian z kolei dzielimy na:
    - sektoralne - związane ze zmianą poparcia jednej lub kilku partii. Istota sektoralnego procesu przejawia się w swoistego rodzaju wymianie poparcia między partiami. Jedna partia traci poparcie części elektoratu, zyskując natomiast głosy innej grupy wyborców.
    - środowiskowe - są konsekwencją zmian zachodzących w ramach społecznego otoczenia systemu politycznego.

3. Zanik lojalności partyjnej - charakteryzuje się tym, iż słabnie tradycyjne powiązanie między grupą społeczną a konkretną partią polityczną. Partie przestają wypełniać swe podstawowe funkcje (np. mobilizacji czy integracji) i w efekcie tracą kontrolę nad elektoratem.